# SPACE SQUAD
《SPACE SQUAD》（日语：スペース・スクワッド）是2017年6月17日上映的錄影帶首映故事作品。

## 《SPACE SQUAD 卡邦 VS 刑事連者》
『SPACE SQUAD』系列第一彈，預定於2017年7月19日發賣。

### 故事概要
究極的英雄團隊組合! 站出來，傳說的英雄們!! 宇宙刑事XS.P.D 夢幻的合作搜查!
宇宙刑事卡邦。特搜戰隊刑事連者。在地球上，守護著宇宙的和平的2大英雄首次相會，全新的英雄傳說在此開幕。『SPACE SQUAD』系列就此誕生。來自大宇宙的巨大犯罪組織，邪教團・幻魔空界。在其恐怖的陰謀之前，第二代卡邦與刑事連者站出來與其對抗。
但是，在那等待他們的，卻是超乎想像的敵人的陷阱....

### 登場角色
十文字擊（十文字撃）（石垣佑磨飾）
現任的宇宙刑事賈邦。
赤座伴番（赤座伴番）（載寧龍二飾）
特搜戰隊的刑事紅。
戶增寶兒（戸増宝児）（林剛史飾）
特搜戰隊的刑事藍。
江成仙一（江成仙一）（伊藤陽佑飾）
特搜戰隊的刑事綠。
日渡茉莉花（木下亞由美飾）
特搜戰隊的刑事黃。
胡堂小梅（胡堂小梅）（菊地美香飾）
特搜戰隊的刑事粉紅。
姶良鐵幹（姶良鉄幹）（吉田友一飾）
特搜戰隊的刑事破曉。
雪莉（シェリー）（森田涼花飾）
萊斯（ラーズ）（崎本大海飾）
紅牙（紅牙）（原幹惠飾）
蘇菲（ソフィ）（遊井亮子飾）
新任宇宙刑事長官
白鳥天鵝（白鳥スワン）（石野真子飾）
一条寺烈（一条寺烈）（大葉健二飾）

### 音樂

#### 主題曲
- 「 スペース スクワッド 」

作詞：串田晃、YOFFY
作曲：渡邊宙明
演唱：激突兄弟（串田晃、YOFFY）

## 《GIRLS in TROUBLE SPACE SQUAD EPISODE ZERO》
『SPACE SQUAD』系列第二彈，預定於2017年8月9日發賣。

### 故事概要
男性禁制！僅限超級女英雄！夢幻的性感女孩作戰！
刑事連者的一對天使，茉莉花&梅子。以及宇宙刑事們仰賴的搭檔，雪莉&絲絲&塔米。這些超級女英雄們齊聚一起的原因，到底是為何呢！《SPACE SQUAD 卡邦 VS 刑事連者》的前日談描述。

### 登場角色
日渡茉莉花（木下亞由美飾）
特搜戰隊的刑事黃，目前為已婚狀態。
胡堂小梅（胡堂小梅）（菊地美香飾）
特搜戰隊的刑事粉紅，將要與為刑事綠的江成仙一步入禮堂，成為夫婦。
雪莉（シェリー）（森田涼花飾）
宇宙刑事賈邦的搭檔。
絲絲（シシー）（桃瀨美咲飾）
宇宙刑事雪裏邦的搭檔。
塔米（タミー）（川本真由飾）
宇宙刑事夏伊達的搭檔。
瑪琪（マキ）（佃井皆美飾）
宇宙刑事之一，事實上在本作開始前便被紅牙殺害後易容取代之，目的為混入監獄與ヘルバイラ會合。
薇薇安（ビビアン）（人見早苗飾）
紅牙（紅牙）（原幹惠飾）
宇宙忍者，本作的主要惡役。
蘇菲（ソフィ）（遊井亮子飾）
新任宇宙刑事長官，為阻止ヘルバイラ作亂而將自己與ヘルバイラ封鎖在宇宙監獄。

### 音樂

#### 主題曲
- 「 ガールズ セイ ハレルヤ! 」

作詞：藤林聖子
作曲、編曲：YOFFY
演唱：Girl・Squad（日渡茉莉花（木下亞由美）、胡堂小梅（菊地美香）、雪莉（森田涼花）、絲絲（桃瀨美咲）、塔米（川本真由））

## 《宇宙戰隊九連者 VS SPACE SQUAD》
『SPACE SQUAD』系列第三彈，與《宇宙戰隊九連者》的聯動作品，亦是《超級戰隊系列》歸來聯動篇（V-ciNext）的第1彈作品，預定於2018年8月8日發賣。

### 故事概要
「九連者，決别！」，「超級戰隊史上首次歸來聯動篇，正式開啟！」
為對抗邪惡宗教團體幻魔空界而成軍的SPACE SQUAD在宇宙刑事「十文字擊 / 卡邦」的領軍下不斷的加入了不少金屬英雄以及《特搜戰隊刑事連者》加盟，而且其兩名隊友「鳥丸舟 / 夏依達」及「天城闘真  / 磁雷矢」掌握了幻魔空界旗下其中1名使徒「宇宙忍者戴蒙斯特」的犯罪證據而對他進行追捕，然而戴蒙斯特利用蟲洞逃至另一宇宙，夏依達亦緊追不捨跑入蟲洞並消失。磁雷矢只好把消息報告予卡邦，並一同探查前往另一宇宙的方法，儘管卡邦對戴蒙斯特的逃走感到氣結，但他想起了在另一宇宙他有援兵在那宇宙可以求助.......
於另一宇宙，宇宙幕府Jerk Matter倒臺的4年後，反抗軍Rebellion成功開發出「新球玉」，而該球玉可有助解決醫療、環境及能源問題，並且已經開始了量產化計劃，但此時反抗軍Rebellion的新球玉開發工場發生了4枚原始型「新球玉」被劫事件，而劫匪竟是宇宙戰隊九連者的「Hammy / 蝘蜓綠」！
原來Hammy在戴蒙斯特的指示下搶奪「新球玉」，並利用「新球玉」召喚了歷年被不同超級戰隊中出現並死去的敵役們追殺其他的九連者們。原本分散各地的九連者們及夏依達在與Hammy及4名敵役戰鬥後都來到宇宙聯邦的大統領——「鳳劍岳 / 鳳凰士兵」的辦公室召開緊急會議，但此時「Lucky / 獅子紅」與部分隊友，為Hammy之事與鳳劍岳產生嚴重爭論，然而鳳劍岳仍決意宣佈將對Hammy及戴蒙斯特的通緝令擴大至全宇宙。結果以Lucky為首的部分隊友離場抗議鳳劍岳的決定，後來更演變成九連者之間的內戰！
在這緊張時刻，卡邦能否及時前来缓解糾紛，並且能夠讓九連者們重新團結起來擊敗戴蒙斯特，將戴蒙斯特背後的真實陰謀完全摧毀？

### 登場角色

#### 宇宙戰隊九連者
於本歸來聯動篇中，九連者們基於Hammy叛變事件導致分裂為3個不同派系------主張強硬處理Hammy一案並將之逮捕歸案的「鷹派」、主張認為Hammy有苦衷而反對強硬處理的「鴿派」、以及未有直接參與或沒有明顯立場的「中立派」，而身為關鍵肇事者的Hammy不計算於3方派系。
Lucky（ラッキー）（岐洲匠飾）
九連者的獅子紅，獅子座系出身。為在宇宙中四處旅行的「宇宙第一超級好運」的擁有者。
天真爛漫的他不管遇到任何危機，都會以樂觀積極的態度從中找到機會。為人重情重義，看到有困難的人會無法置之不理。
看似只因運氣就可以得到一切，事實私底下是個努力家，也因為悲傷的過去導致他對自身的運氣有莫名的執著。
於本篇結束後成為踏遍宇宙的旅行家，並來到了Champ的家鄉探望他。
後來得知Hammy的事後與Champ一同前往鳳劍岳的辦公室詢問，中途遇見了來到此宇宙的夏依達，但3人隨後遭梅麗襲擊。在梅麗撤退後3人來到鳳劍岳的辦公室召開緊急會議，但因為認為Hammy有苦衷而與強硬的鳳劍岳發生爭論，最後因鳳劍岳的總統命令憤而決裂並作為「鴿派」領袖，後來為了制止「鷹派」逮捕Hammy而與鳳劍岳激戰。
Stinger（スティンガー）（岸洋佑飾）
九連者的天蠍橙，天蠍座系出身。原本為宇宙最強及最孤高，但不知其種族名的宇宙幕府Jerk Matter所僱用的傭兵，但實際上是蕭・龍波所安排混入其中的間諜。
性格冷酷，自尊心強，不喜歡與別人交流，同時亦有欠缺冷靜的時候。
於本篇結束後承接蕭．龍波的位置成為新任九連者司令。
於Hammy偷走新球玉後被鳳劍岳下令逮捕Hammy並調查事發經過，但與Raptor及小太郎調查期間遭巴斯克襲擊，並從巴斯克口中得知與Hammy有關連。其後3人來到鳳劍岳的辦公室召開緊急會議，在Lucky與鳳劍岳發生爭論勸他理性思考一下，最後因支持鳳劍岳的總統命令導致本來感情最深厚的Champ及小太郎都與他決裂，份屬「鷹派」成員。後來為了逮捕Hammy而與Champ及小太郎激戰。
Garu（ガル）（中井和哉聲）
九連者的野狼藍，豺狼座系出身，為「半獸人」的狼男。
其故鄉及同伴在挺身迎戰宇宙幕府Jerk Matter時全滅，後來在Lucky的鼓勵下，為了打倒Jerk Matter而成為了九連者的一份子。
智商不算太高，性情非常急躁，不過在戰鬥中算是可靠的存在。從不考慮複雜的事情，並憑著野性的直覺行動。
於本篇結束後追隨Lucky一同成為踏遍宇宙的旅行家，並在Lucky與Champ的對話中得知他已經回到家鄉成家立室擁有自己的家庭。
然而他在得知Hammy的事後不但沒有參與緊急會議，並直覺的聲援Lucky而加入「鴿派」攻擊鳳劍岳。
Balance（バランス）（小野友樹聲）
九連者的天秤金，天秤座系出身，為一名可小規模地自在操作任何機械的機械生命體，因此同時擔任機械改裝員。
過去因為在Naga的故鄉進行竊盜之時，巧遇為尋求感情的Naga，之後兩人一起作為宇宙的俠盜活動。
個性八面玲瓏但輕佻，很會處世之道。經常以說唱方式與其他人對話。
於本篇結束後與Naga重操起怪盜BN團的舊業，負責將所有被Jerk Matter奪走的寶物全數尋回。
後來得知Hammy的事後與Naga一同找尋Hammy期間遭Hammy及十臟兩人襲擊，並見到了幕後黑手戴蒙斯特將Hammy及十臟帶走。其後兩人來到鳳劍岳的辦公室召開緊急會議並將兩人所見所聞告知眾人，但已經引發Lucky與鳳劍岳發生爭論。儘管兩人沒有與Lucky離場，並與「鷹派」行動追捕Hammy，但於「鴿派」及「鷹派」激戰期間兩人抱持「中立派」態度並控制住Garu以免事情更加惡化。
Champ（チャンプ）（大塚明夫聲）
九連者的金牛黑，金牛座系出身，為由某工業惑星製造出來，且擁有超人般的力量的機器人角力賽的冠軍。
性格開朗又堅強，絕對不會違反道義。此外，因為身形龐大的緣故，所以制服只能穿在右腕上。
座右銘為「正義必勝！」和「只要有正義的話…」。
於本篇結束後回到自己的家鄉繼續參加機器人角力賽，同時得知維持著99勝的不敗紀錄，直到本故事開始時已經準備參與第999場衛冕賽。
後來得知Hammy的事後與Champ一同前往鳳劍岳的辦公室詢問，中途遇見了來到此宇宙的夏依達，但3人隨後遭梅麗襲擊。在梅麗撤退後3人來到鳳劍岳的辦公室召開緊急會議，但發現Stinger竟然支持鳳劍岳的總統命令強硬處理Hammy一事後憤而決裂加入「鴿派」，後來為了制止「鷹派」逮捕Hammy而與小太郎合作與Stinger激戰。
Naga・Ray（ナーガ・レイ）（山崎大輝飾）
九連者的蛇夫銀，蛇夫座系出身，為全族人都長著同一張臉的納卡族群一份子，同時也是Balance的搭檔。
為了避免紛爭而不惜抹殺掉一切感情，故不懂情為何物，但隨著遇上擁有各種豐富情感的同伴後自己也開始對「感情」抱有興趣。
基本上不會表露情感，其行動看似全部都十分合理，與宇宙的俠盜的Balance一起活動。據悉有著使別人停止動作的能力。
於本篇結束後與Balance重操起怪盜BN團的舊業，負責將所有被Jerk Matter奪走的寶物全數尋回。
後來得知Hammy的事後與Balance一同找尋Hammy期間遭Hammy及十臟兩人襲擊，並見到了幕後黑手戴蒙斯特將Hammy及十臟帶走。其後兩人來到鳳劍岳的辦公室召開緊急會議並將兩人所見所聞告知眾人，但已經引發Lucky與鳳劍岳發生爭論。儘管兩人沒有與Lucky離場，並與「鷹派」行動追捕Hammy，但於「鴿派」及「鷹派」激戰期間兩人抱持「中立派」態度並控制住Garu以免事情更加惡化。
Hammy（ハミィ）（大久保櫻子飾）
九連者的蝘蜓綠，蝘蜓座系出身，為出身於忍者世家的宇宙女忍者。
非常活潑且好奇心旺盛，上進心很強，年紀還很輕所以喜怒哀樂鮮明，不擅長控制情感，而且小時候性格也比較內向。
說話時經常使用辣妹語和網路成句，舉例「超逗」、「糟了」、「來了來了」、「氣死了」等，經常發笑讓人不知道她是真笑或是嘲笑。
由於蝘蜓座出身的關係，所以變身後能使自身隱形，甚至是改變體色，因此經常被指派進行潛入行動。
於本篇結束後回到大學就讀，朝著成為老師的目標前進並成功畢業。
為影響本故事的最大人物之一，開始時潛入了反抗軍Rebellion的私密研究所偷竊了4枚「新球玉」並全數交給了戴蒙斯特，並間接令阻止她的蕭·龍波舊患復發。其後突襲了想找尋她的Balance及Naga，中途得十臟及戴蒙斯特支援並全身而退。

Raptor 283（ラプター283）（M・A・O聲）
九連者的天鷹粉紅，天鷹座系出身。為負責駕駛其母艦——「獵戶號」的人造人機師。
性格很認真，十分忠於進行任務，但背後卻有著一顆不為人知的妄想之心。
由於天鷹座出身的關係，所以變身後擁有飛行能力。
於本篇結束後擔任新任司令Stinger的秘書，即Stinger的下屬之一。
於Hammy偷走新球玉後與Stinger及小太郎調查期間遭巴斯克襲擊，並從巴斯克口中得知與Hammy有關連。其後3人來到鳳劍岳的辦公室召開緊急會議，儘管她認為Hammy有苦衷，但於兩派激戰時以「鷹派」成員身份與Spada激戰。
Spada（スパーダ）（榊原徹士飾）
九連者的劍魚黃，劍魚座系出身，為成為「宇宙第一廚師」而到宇宙各地冒險的男子，同時身兼獵戶座號的主廚。
漫長的旅途中得到了很多知識及經驗，是受所有成員依靠的存在。
過去因居住的星球被侵略而缺乏食物，為照顧饑餓的弟妹而練成何時何地同樣能夠料理的能力。對於饑餓的人十分具有同情心，一度因不忍心看見人民受饑饉之苦而違反命令，甚至差點導致全軍覆沒。雖然看似沉穩成熟，實際上為人十分固執。
於本篇結束後營運了自己的餐廳，而餐廳也獲到宇宙聯邦的九星認證，4年以來生意滔滔不絕。
後來得知Hammy的事，並在工作期間遭Escape襲擊。事後雖然沒有參與緊急會議，但在「鴿派」來到他的餐廳告訴他有關「鷹派」的決定及言論後加入「鴿派」陣營，並於兩派激戰時與身為「鷹派」成員身份的Raptor激戰。
蕭·龍波（ショウ・ロンポー）（神谷浩史聲）
九連者的天龍司令，天龍座系出身，為九連者的首任司令官。
雖然貴爲司令，但卻散發著史上最強隨便男的氣味，很喜歡說雙關語，稍微有點憎惡感，在任何危機時也作出「沒關係」的發言，每次都總是很隨便。
過去因為自己魯莽行事而導致畢格貝爾總司令為拯救自己而自爆身亡，因此使其十分內疚並對九連者隨意違反命令十分不滿。
於本篇結束後晉升為反抗軍Rebellion的總司令，而其原本的司令之位交付於Stinger。
本故事開始時於反抗軍Rebellion的私密研究所試圖攔截偷竊了4枚「新球玉」的Hammy，但因舊患復發而攔截失敗，為九連者中唯一一個沒有參與內戰。
佐久間小太郎（佐久間小太郎）（田口翔大飾）
九連者的小熊天藍，地球出身的戰士，同時也是九連者12人當中年紀最小。但比起大人們來說更加有勇氣對抗侵略地球的Jerk Matter，故此曾被Stinger認為他是地球中最強的人。
於九連者當中最崇拜Lucky及Stinger。
於本篇結束後繼續以九連者身份留在反抗軍Rebellion，即Stinger的下屬之一。
於Hammy偷走新球玉後與Stinger及Raptor調查期間遭巴斯克襲擊，並從巴斯克口中得知與Hammy有關連。其後3人來到鳳劍岳的辦公室召開緊急會議，但發現Stinger竟然支持鳳劍岳的總統命令強硬處理Hammy一事後憤而決裂加入「鴿派」，後來為了制止「鷹派」逮捕Hammy而與Champ合作與Stinger激戰。
鳳劍岳（鳳ツルギ）（南圭介飾）
九連者的鳳凰士兵，數百年間沉睡在「阿爾戈號」中甦醒過來的宇宙傳說之男，自稱為「不死身的男人」及「傳說中的救世主」，同時是「宇宙聯邦」首任的大統領，將宇宙整合為一等，並在過程中創下無數的傳說。
他會一直堅持著單打獨鬥是因為他在對抗Don・Armage時，一度失去了曾經的好夥伴們，因此為了不再「失去」而選擇了「孤獨」。
於本篇結束後再次就任宇宙聯邦的大統領，並於4年後宣佈了「新球玉」量產計劃以重建宇宙的秩序。因Hammy偷竊新球玉以及蕭·龍波受傷的消息被傳媒廣泛報導下以宇宙聯邦的大統領身份下令緝捕Hammy，導致九連者正式分裂並發生內戰，而他亦成為「鷹派」的領袖，更在「鷹派」逮捕Hammy期間與試圖阻止追捕行動的Lucky激戰。

#### 宇宙刑事
十文字擊（十文字撃）（石垣佑磨飾）
烏丸舟（烏丸舟）（岩永洋昭飾）

#### 其他角色
Roi（ロイ）（出合正幸飾）
鳳劍岳手下的大統領輔佐官之一

鳴瀬紀美子（鳴瀬キミコ）（高山侑子飾）
鳳劍岳手下的大統領輔佐官之一

鶴菊（鶴菊）（廣瀨仁美飾）
哈米的師父

理央（りお）（荒木宏文飾）
《獸拳戰隊激氣連者》登場的的惡役「臨獸拳」成員之一，於該作中後期洗白並協助激氣連者陣營，故此於《海賊戰隊豪快者》時期獲歸類為超級戰隊戰士之一。
於本篇中只以梅麗的回憶片段登場。
露卡・米爾菲（市道真央飾）
《海賊戰隊豪快者》的豪快黃，宇宙海賊的一員，因不明原因來到《宇宙戰隊九連者》的宇宙，並來到了Spada的餐廳吃飯。
由於市道真央以M・A・O名義擔任Raptor 283 / 天鷹粉紅的聲優，故此被Hammy認為兩人聲音非常相似。

#### 反派角色
戴蒙斯特（デモスト）（日野聡聲）
幻魔空界十二使徒之一，為綁架鶴菊並利用Hammy引發九連者內戰的真兇。使用武器為一把長軍刀。
腑破十臟（腑破十臓）（唐橋充飾）
《侍戰隊真劍者》登場的惡役「外道眾」成員之一，使用武器為一把名為「村正」的妖刀。
復活後
巴斯克・達・朱羅基亞（バスコ・タ・ジョロキア）（細貝圭飾）
《海賊戰隊豪快者》登場的第三勢力「私掠船」船長，「想要得到些什麼，就必須放棄掉些什麼」為其信條，使用武器為一把可作斬擊的手槍。
Escape／艾司凱貝（エスケイプ）（水崎綾女飾）
《特命戰隊Go Busters》登場的惡役「Vaglass」成員之一，對「強者」和「好東西」有著欣賞的概念，使用武器為一對分別名為「Gog」及「Magog」的手槍。
梅麗（メレ）（平田裕香飾）
《獸拳戰隊激氣連者》登場的的惡役「臨獸拳」成員之一，於該作中後期洗白並協助激氣連者陣營，故此於《海賊戰隊豪快者》時期獲歸類為超級戰隊戰士之一。使用武器為一對鐵尺。
相比起其他3位復活的歷代惡役，因為她認為理央未有復活的關係而對戰鬥顯得沒有興趣，後來因此被戴蒙斯特及其他3位惡役視為叛徒。
可能同屬變色龍主題的戰士關係，故此她看見Hammy的時候都感覺看見以前的自己，並一直的鼓勵及扶持著Hammy。後來為保護Hammy而遭戴蒙斯特殺死，消失前更擁抱了Hammy並告訴她要不留悔恨的生活下去。

### 音樂

#### 主題曲
- 「 また君に会いたい 」

作詞：藤林聖子
作曲：横田昭（PONCHAN）
音樂製作/編曲：高藤大樹（Project.R）
演唱：岐洲匠、岸洋佑、山崎大輝、大久保櫻子、榊原徹士、田口翔大、南圭介、幡野智宏、松原剛志

## 演員

### SPACE SQUAD 卡邦 VS 刑事連者 / GIRLS in TROUBLE SPACE SQUAD EPISODE ZERO
- 十文字擊 / 宇宙刑事Gavan type G - 石垣佑磨
- 赤座伴番 / 刑事紅 - 載寧龍二
- 戶增寶兒 / 刑事藍 - 林剛史
- 江成仙一 / 刑事綠 - 伊藤陽佑
- 日渡茉莉花 / 刑事黃 - 木下亞由美
- 胡堂小梅 / 刑事粉紅 - 菊地美香
- 姶良鐵幹 / 刑事布雷克 - 吉田友一
- 雪莉 - 森田涼花
- 萊斯 - 崎本大海
- 朋恩‧艾美 - 西嶋美幸
- 接待員 - 吉川依吹
- 祭司 - 關智一
- 一条寺烈 / 宇宙刑事Gavan - 大葉健二
- 紅牙 - 原幹惠
- 蘇菲 - 遊井亮子
- 白鳥天鵝 - 石野真子
- 絲絲 - 桃瀨美咲
- 塔米 - 川本真由
- 瑪琪 - 佃井皆美
- 薇薇安 - 人見早苗

### 宇宙戰隊九連者 VS SPACE SQUAD
- Lucky / 獅子紅 - 岐洲匠
- Stinger / 天蠍橙 - 岸洋佑
- Naga・Ray / 蛇夫銀 - 山崎大輝
- Hammy / 蝘蜓綠 - 大久保櫻子
- Spada / 劍魚黃 - 榊原徹士
- 佐久間小太郎 / 小熊天藍 - 田口翔大
- 鳳劍岳 / 鳳凰士兵 - 南圭介
- 十文字擊 / 宇宙刑事Gavan type G - 石垣佑磨
- 烏丸舟 / 宇宙刑事Shaider - 岩永洋昭
- Roi - 出合正幸
- 鳴瀬紀美子 - 高山侑子
- 鶴菊 - 廣瀨仁美
- 梅麗 - 平田裕香[9]
- 腑破十臟 - 唐橋充[9]
- 巴斯克・達・朱羅基亞 - 細貝圭[9]
- Escape - 水崎綾女[9]
- 露卡・米爾菲 - 市道真央

## 聲音演出

### SPACE SQUAD 卡邦 VS 刑事連者 / GIRLS in TROUBLE SPACE SQUAD EPISODE ZERO
- 旁白 - 神谷浩史
- 克羅涅恩 - 關智一
- 高奇·古魯加 / 刑事先鋒 - 稻田徹
- 日渡氷狩 - 上村祐翔
- 馬特格蘭 - 春田純一
- 柏蒂 - 金月真美
- 赫爾芭拉 - 富澤美智惠

### 宇宙戰隊九連者 VS SPACE SQUAD
- Garu / 豺狼藍 - 中井和哉
- Balance / 天秤金 - 小野友樹
- Champ / 金牛黑 - 大塚明夫
- Raptor 283 / 天鷹粉 - M・A・O
- 蕭・龍波 / 天龍司令 - 神谷浩史
- 戴蒙斯特 - 日野聰[9]
- 天城鬪真 / 磁雷矢 - 赤羽根健治

## 外部連結
- 官方网站